# Gent–Wevelgem 2023 (Frauen)
Gent-Wevelgem 2023 war die 12. Austragung dieses Straßenrennens für Frauen. Das Rennen fand am 26. März 2023 statt, am gleichen Tag wie die Ausgabe für Männer, und war Teil der UCI Women’s WorldTour.

## Teilnehmende Mannschaften
| UCI Women's WorldTeams (15)- Canyon-SRAM Racing - Team DSM - EF Education-TIBCO-SVB - FDJ-Suez - Fenix-Deceuninck - Human Powered Health - Israel-Premier Tech Roland - Team Jumbo-Visma - Liv Racing TeqFind - Movistar Team - SD Worx - Trek-Segafredo - Team Jayco AlUla - UAE Team ADQ - Uno-X Pro Cycling Team UCI Women's Continental Teams (9)- AG Insurance-Soudal Quick-Step Team - Ceratizit-WNT Pro Cycling - Cofidis - Duolar-Chevalmeire - Lifeplus Wahoo - Lotto Dstny Ladies - Proximus-Alphamotorhomes-Doltcini CT - Parkhotel Valkenburg - Zaaf Cycling Team |
| |

## Streckenführung
Der Start des Rennens war an der Menenpoort in Ypern. Der erste Abschnitt des Rennens verlief flach in Richtung Küste durch Veurne und die windreiche Region der Moeren. Der schwierigste Abschnitt waren zwei Runden im Westflämischen Hügelland mit dem kopfsteingepflasterten Kemmelberg. Von dort schloss sich ein langer, flacher Schlussabschnitt zurück nach Ypern und zum Ziel in Wevelgem an. Im Gegensatz zum Männer-Rennen wurden die Schotter-Abschnitte zwischen Mesen und Ploegsteert nicht befahren.
| Nr | Name                        | km    | Typ                           |
| -- | --------------------------- | ----- | ----------------------------- |
| 1  | Scherpenberg                | 98,8  | Steigung                      |
| 2  | Baneberg                    | 102,9 | Steigung                      |
| 3  | Monteberg                   | 108,9 | Anstieg                       |
| 4  | Kemmelberg (von Südosten)   | 110,7 | Anstieg mit Kopfsteinpflaster |
| 5  | Scherpenberg                | 118,2 | Anstieg                       |
| 6  | Baneberg                    | 122,9 | Anstieg                       |
| 7  | Kemmelberg (von Nordwesten) | 128,2 | Anstieg mit Kopfsteinpflaster |

## Rennverlauf und Ergebnis
Das Rennen fand bei windigen und regnerischen Bedingungen statt, die immer wieder für Stürze sorgten. Eine echte Ausreißergruppe bildete sich nicht, die Versuche einzelner Fahrerinnen waren kurzlebig, so dass das Peloton geschlossen zum Fuß der ersten Anstiege kam.
In Westouter, nach dem Scharpenberg, kam Mitfavoritin Pfeiffer Georgi auf nassem Kopfsteinpflaster zu Fall, konnte aber wieder aufschließen. Auf dem ersten Kemmelberg gewannen Lotte Kopecky, Katarzyna Niewiadoma und Anna Henderson einen kleinen Vorsprung, der von kurzer Dauer blieb. Bald darauf kam es im noch 50-köpfigen Hauptfeld durch eine Rille in der Betondecke zu einem Sturz, der u. a. Marta Bastianelli, Niewiadoma und erneut Georgi aufhielt und mehrere Aufgaben provozierte.
Auf der langgezogenen Anfahrt zum zweiten Baneberg setzte sich Marlen Reusser mit einer fast unmerklichen Beschleunigung vom verbliebenen Hauptfeld ab. Im stark reduzierten Feld waren ungenügende Kräfte für eine sofortige Verfolgung vorhanden, und mehrere Teams zogen es vor, auf zurückliegende Fahrerinnen zu warten, so dass die Zeitfahr-Spezialistin rasch Abstand gewann. Auf dem Kemmelberg betrug der Vorsprung Reussers bereits eine Minute. Der Versuch eines Gegenangriffs durch Grace Brown wurde durch Reussers Teamkameradin Kopecky neutralisiert. In Ypern betrug Reussers Vorsprung zwei Minuten, und ihr Sieg stand nicht länger in Frage. Obwohl sie sich in Menen, 5 km vor dem Ziel, kurz verfuhr, gewann sie mit riesigem Abstand.
Im Rest des Felds kam es nach Ypern zur Bildung einer neunköpfigen Gruppe aus Shari Bossuyt, Shirin van Anrooij, Christine Majerus, Eugenia Bujak, Elinor Barker, Megan Jastrab, Ruby Roseman-Gannon, Anna Henderson und Pfeiffer Georgi. Bei deren Verfolgung kam Lorena Wiebes von der Straße ab und brachte sich selbst sowie ihre Mannschaftskollegin Kopecky und Elisa Balsamo zu Fall. Die Neuner-Gruppe belauerte sich auf den letzten zwei Kilometern so sehr, dass der Rest des Felds zurückkam und etwa vierzig Fahrerinnen um die Ehrenplätze sprinteten. Jastrab gewann diesen Sprint vor Maike van der Duin.
| \| Gesamtwertung \| Gesamtwertung \| Gesamtwertung \| Gesamtwertung \| Gesamtwertung \| \| Fahrerin \| Fahrerin \| Land \| Team \| Zeit \| \| ------------- \| ----------------------- \| ---------------------- \| ---------------------- \| --------------- \| \| 1. \| Marlen Reusser \| Schweiz \| SD Worx \| 4 h 16 min 47 s \| \| 2. \| Megan Jastrab \| Vereinigte Staaten \| Team DSM \| + 2 min 42 s \| \| 3. \| Maike van der Duin \| Niederlande \| Canyon-SRAM Racing \| + 2 min 42 s \| \| 4. \| Karlijn Swinkels \| Niederlande \| Team Jumbo-Visma \| + 2 min 42 s \| \| 5. \| Christina Schweinberger \| Österreich \| Fenix-Deceuninck \| + 2 min 42 s \| \| 6. \| Marta Bastianelli \| Italien \| UAE Team ADQ \| + 2 min 42 s \| \| 7. \| Elinor Barker \| Vereinigtes Königreich \| Uno-X Pro Cycling Team \| + 2 min 42 s \| \| 8. \| Clara Copponi \| Frankreich \| FDJ-Suez \| + 2 min 42 s \| \| 9. \| Anna Henderson \| Vereinigtes Königreich \| Team Jumbo-Visma \| + 2 min 42 s \| \| 10. \| Shari Bossuyt \| Belgien \| Canyon-SRAM Racing \| + 2 min 42 s \| |                         |                        |                        |                 |
| |                         |                        |                        |                 |
| |                         |                        |                        |                 |
| Gesamtwertung |                         |                        |                        |                 |
| Fahrerin | Fahrerin                | Land                   | Team                   | Zeit            |
| 1. | Marlen Reusser          | Schweiz                | SD Worx                | 4 h 16 min 47 s |
| 2. | Megan Jastrab           | Vereinigte Staaten     | Team DSM               | + 2 min 42 s    |
| 3. | Maike van der Duin      | Niederlande            | Canyon-SRAM Racing     | + 2 min 42 s    |
| 4. | Karlijn Swinkels        | Niederlande            | Team Jumbo-Visma       | + 2 min 42 s    |
| 5. | Christina Schweinberger | Österreich             | Fenix-Deceuninck       | + 2 min 42 s    |
| 6. | Marta Bastianelli       | Italien                | UAE Team ADQ           | + 2 min 42 s    |
| 7. | Elinor Barker           | Vereinigtes Königreich | Uno-X Pro Cycling Team | + 2 min 42 s    |
| 8. | Clara Copponi           | Frankreich             | FDJ-Suez               | + 2 min 42 s    |
| 9. | Anna Henderson          | Vereinigtes Königreich | Team Jumbo-Visma       | + 2 min 42 s    |
| 10. | Shari Bossuyt           | Belgien                | Canyon-SRAM Racing     | + 2 min 42 s    |